# セレベスリクガメ
セレベスリクガメ（Indotestudo forstenii）は、リクガメ科インドリクガメ属に分類されるカメ。

## 分布
インドネシア（スラウェシ島北部、ハルマヘラ島＜絶滅？＞）固有種
模式標本の産地（模式産地）はハルマヘラ島だが、分布記録が古いうえに現存するハルマヘラ島産標本が1体しかないため分布していないか絶滅寸前の可能性がある。リクガメ科の構成種では唯一オーストラリア区に分布する。

## 形態
最大甲長27.2センチメートルで（さらに大型化する可能性もあり）、インドリクガメ属最小種とされる。メスよりもオスの方が大型になり、メスは最大甲長25.4センチメートル。背甲はやや扁平で、頂部が平坦。項甲板がないか、あるとしても小型な後方が幅広い楔形。背甲の色彩は黄白色や淡黄色、緑がかった淡黄褐色で、大部分に明瞭な暗色斑が入る。左右の肩甲板の継ぎ目の長さ（間肩甲板長）は、左右の胸甲板の継ぎ目の長さ（間胸甲板長）の1.63-2.73倍と長い。背甲と腹甲の継ぎ目（橋）や腹甲の色彩は淡黄色や緑がかった淡黄褐色で、左右対称に大型の暗色斑が入る個体が多い。
上顎の先端は三叉に分かれる。頭部の色彩は灰褐色や淡黄色で、暗色の斑点や筋模様が入る個体もいる。
卵は長径5.2-6.2センチメートル、短径3.3-3.6センチメートル。繁殖期になるとオスは吻端や眼の周囲が橙がかった薄いピンク色（サーモンピンク）や橙色になるが、メスは変色しない。

## 分類
同属他種と分布がかけ離れていることから、トラバンコアリクガメの人為移入個体群とされたこともあった（本種の方が記載が古いためIndotestudo travancoricaが本種のシノニムとなり、I. forsteniiに対応する和名がトラバンコアリクガメとされた）。しかし形態やミトコンドリアDNA内のチトクロムbの分子系統学的解析などから、両種を別種とする説が有力。

## 生態
熱帯常緑樹林や熱帯半常緑樹林に生息し、丘陵や低山地の斜面を好む。降雨後には活発に活動するが、乾季は薄明薄暮性や夜行性傾向が強くなる。岩の隙間や岩の下などを隠れ家にするが、乾燥時には落ち葉や枯れ枝の下などに潜ることが多い。
食性は植物食の強い雑食で、飼育下では主に植物の葉、花、果実、キノコなどを食べた例があり、陸棲の貝類や動物の死骸も食べると考えられている。
繁殖形態は卵生。飼育下では約15-20センチメートルの穴を掘り（裸出した湿った地面を掘ることが多く、地面が固いと尿をかけて湿らせる）、1回に1-4個の卵を年に数回に分けて産んだ例がある。卵は温度約30℃、湿度80%の環境下で101日で孵化した例がある。

## 人間との関係
種小名forosteniはEltio Alegondas Forstenへの献名。
インドネシアや中華人民共和国では食用や薬用とされることもある。
旱魃による乾燥化、野焼きや森林火災による生息地の破壊、食用や薬用、ペット用の乱獲などにより生息数は激減している。近年まで人為移入個体群と考えられていたため、保護活動などが行われていなかった。
ペットとして飼育されることもあり、日本にも輸入されている。主に野生個体が流通していたが、養殖個体の流通量も増加しているが飼育下繁殖個体の流通量は少ない。野生個体は体内の寄生虫や原虫などによって、体調を重篤的に崩した個体が多い。発情したオスは他個体に噛みついたり体当たりするため、広大な飼育スペースが用意できない場合は基本的に単独で飼育する。